# Republikanska Kristna partiet
Republikanska Kristna partiet (Республиканская христианская партия) är ett politiskt parti i Ukraina.
Partiet har deltagit i följande valallianser:
- 2002: Viktor Jusjtjenko-alliansen Vårt Ukraina
- 2007: Ukrainska regionala aktivister